# 42nd Street / Fifth Avenue-Bryant Park
Fifth Avenue-Bryant Park is een stationscomplex van de metro van New York in Manhattan aan de Flushing Line en de Sixth Avenue Line. De lijnen  maken gebruik van dit station.
Het station bevindt zich op de hoek van Fifth Avenue en East 42nd Street in Manhattan. Het station bevindt zich ondergronds. Metrolijn 7 doet het station gedurende de hele dag aan.
De expressdienst van lijn 7  doet hier tot 22:00 dienst.
Het station Fifth Avenue – Bryant Park aan de Flushing Line is geopend op 22 maart 1926. Het eerstvolgende station in westelijke richting is Times Square-42nd Street, in oostelijke richting is dat Grand Central-42nd Street. Het bestaat uit één eilandperron en twee sporen. Omdat de expressdienst hier niet stopt zijn er geen extra sporen nodig.
Het station 42nd Street – Bryant Park aan de Sixth Avenue Line is wel een express-station en heeft 4 perrons.
De New York Public Library ligt naast het station.
Van west naar oost:
34th Street-Hudson Yards · 
Times Square-42nd Street · 
42nd Street / Fifth Avenue-Bryant Park · 
Grand Central-42nd Street · 
Vernon Boulevard-Jackson Avenue · 
Hunters Point Avenue · 
45th Road-Court House Square · 
Queensboro Plaza · 
33rd Street-Rawson Street · 
40th Street-Lowery Street · 
46th Street-Bliss Street · 
52nd Street-Lincoln Avenue · 
61st Street-Woodside · 
69th Street · 
Roosevelt Avenue / 74th Street · 
82nd Street-Jackson Heights · 
90th Street-Elmhurst Avenue · 
Junction Boulevard · 
103rd Street-Corona Plaza · 
111th Street · 
Mets-Willets Point · 
Flushing-Main Street